# Trachelochismus
Trachelochismus is een geslacht van straalvinnige vissen uit de familie van schildvissen (Gobiesocidae).

## Soorten
- Trachelochismus melobesia Phillipps, 1927
- Trachelochismus pinnulatus (Forster, 1801)